# Lucy Tulugarjuk
Lucy Tulugarjuk (Churchill, Manitoba, 28 de febrero de 1975) es una actriz, escritora, y cantante de garganta inuit-canadiense. 
Es de Igloolik, Nunavut y conocida por protagonizar, en 2001, la película "Atanarjuat: El Corredor Rápido", ganando el premio de Mejor Actriz en el Festival de cine indio americano. En 2015,  actuó en la película Maliglutit.
Desde siempre ha actuado como cantante de garganta, pero en 2014 declinó actuar para Nunavut MP Leona Aglukkaq en protesta por el testaje sísmico del gobierno. Ese año,  llevó como protesta y para visibilizarla una piel de foca en el espectáculo "Salvaje Ido" en Fort Smith, Territorios de Noroeste para apoyar la cultura Inuit.  En 2016, también pidió la dimisión de Aglukkaq sucesor como MP, Hunter Tootoo.